# 大胡子奴隶
《大胡子奴隶》（義大利語： Schiavo barbuto）是米开朗基罗的一尊大理石雕塑，雕刻于1525-1530 年左右，现藏于佛罗伦萨的学院美术馆 。它是为教宗儒勒二世墓准备，未完成。
大胡子奴隶是佛罗伦萨奴隶系列中最完美的一位，得名于浓密卷曲的胡须。肌肉发达的躯干扭曲的方式，表明米开朗基罗对解剖学有深刻的了解，是米开朗基罗最好的作品的典型代表。
雕塑表面保留许多凿子和刮刀的痕迹。